# Sông Rạch Giá – Long Xuyên
Sông Rạch Giá – Long Xuyên (tên khác: Sông Rạch Giá, Sông Thoại Sơn) là một con sông đổ ra Sông Hậu. Sông có chiều dài 68 km và diện tích lưu vực là km². Sông Rạch Giá – Long Xuyên chảy qua các tỉnh Kiên Giang, An Giang.